# 1931 en santé et médecine
| Années de la santé et de la médecine : 1928 - 1929 - 1930 - 1931 - 1932 - 1933 - 1934    |
| Décennies de la santé et de la médecine : 1900 - 1910 - 1920 - 1930 - 1940 - 1950 - 1960 |

Cet article présente les faits marquants de l'année 1931 en santé et médecine.

## Événements
- 21 novembre : le chimiste et médecin allemand Adolf Windaus (1876-1959) réussit à isoler la vitamine antirachitique D2.
- Première électroencéphalographie par Hans Berger (1873-1941) en Allemagne.
- Adolf Butenandt découvre l'androstérone.

## Naissances
- 7 février : Pierre Chambon (94 ans), médecin, biochimiste et généticien français.
- 17 février : Yves Pouliquen (mort en 2020), essayiste et ophtalmologue français.
- 27 décembre : Henri Atlan (93 ans), intellectuel, médecin biologiste, philosophe et écrivain français.

## Décès
- 13 juin : Kitasato Shibasaburō (né en 1853), médecin et bactériologiste japonais.
- 13 décembre : Gustave Le Bon (né en 1841), médecin, anthropologue, psychologue social et sociologue français.